# Гончаровский сельсовет (Башкортостан)
Гончаровский сельсовет — муниципальное образование в Фёдоровском районе Башкортостана.
Согласно Закону о границах, статусе и административных центрах муниципальных образований в Республике Башкортостан имеет статус сельского поселения.

## Состав
д. Гончаровка,
с. Алёшкино.
Староивановка — деревня, упразднена в 2005 году (Закон Республики Башкортостан от 20 июля 2005 года № 211-з «О внесении изменений в административно-территориальное устройство Республики Башкортостан в связи с образованием, объединением, упразднением и изменением статуса населённых пунктов, переносом административных центров»)

## Население
| 2002  | 2009  | 2010  | 2012  | 2013  | 2014  | 2015  |
| ----- | ----- | ----- | ----- | ----- | ----- | ----- |
| 1257  | →1257 | ↗1260 | ↘1216 | ↘1179 | ↗1186 | ↘1142 |
| 2016  | 2017  | 2018  |       |       |       |       |
| ↗1162 | ↘1109 | ↘1089 |       |       |       |       |